# U 550 (Kriegsmarine)
De U 550 was een U-boot van de IX C/40-klasse van de Duitse Kriegsmarine tijdens de Tweede Wereldoorlog. De tewaterlating gebeurde op 12 mei 1943 bij de Deutsche Werft te Hamburg. De boot werd op 28 juli 1943 onder Kptlt. Klaus Hänert in dienst genomen en zonk op 16 april 1944.

## Geschiedenis
De U 550, veldpostnummer M-53 473, begon zijn training bij de 4. Unterseebootsflottille op 28 juli 1943 en beëindigde die op 31 januari 1944. Daarna werd hij overgeplaatst naar de 10. Unterseebootsflottille voor actieve dienst. 

Vanuit Kiel vertrok de U 550 op 6 februari naar Kristiansand. Daar vertrok hij op 9 februari 1944 voor haar eerste en enige patrouille. Op 22 februari 1944 dropte een Consolidated PBY Catalina vliegtuig van de RCAF vier dieptebommen ten zuiden van IJsland. Hierbij verloor de U 550 twee bemanningsleden..
Op 16 april werd de U 550 na een succesvolle aanval op de tanker Pan Pennsylvania, die op dat moment in Konvooi CU-21 voer, opgejaagd door de Amerikaanse destroyer escortschepen USS Gandy, USS Joyce en USS Peterson. Zij slaagden met dieptebommen erin dat de U 550 moest opduiken, waarna de USS Joyce met artillerievuur uiteindelijk de U 550 ten oosten van New York tot zinken bracht op positie 40° 09′ 0″ NB, 69° 44′ 0″ WL. Van de 56 bemanningsleden overleefden in eerste instantie dertien de aanval. De overlevenden werden aan boord van de USS Joyce gebracht. Op 18 april bezweek één bemanningslid alsnog aan zijn verwondingen aan boord van de USS Joyce..
In juli 2012 werd bericht dat de U 550 gevonden is op een diepte van 101 meter..

## Commandant
| Van          | Tot           | Commandant          |
| ------------ | ------------- | ------------------- |
| 28 juli 1943 | 16 april 1944 | Kptlt. Klaus Hänert |

## Patrouilles
| Nr | Vertrek                        | Aankomst                       | Aantal dagen | Resultaat                      |
| -- | ------------------------------ | ------------------------------ | ------------ | ------------------------------ |
|    | 6 februari 1944 - Kiel         | 8 februari 1944 - Kristiansand | 3            |                                |
| P1 | 9 februari 1944 - Kristiansand | 15 april 1944 (gezonken)       | 68           | 1 tanker gezonken (11.017 BRT) |